# Чемеровский, Ефим Аронович
Ефим (Феликс) Аронович (Аркадьевиич) Чемеровский (12  августа
1950, Киев — 22 февраля 2018, Харьков) — режиссёр, народный артист Украины (2009), заслуженный деятель искусств Украины (1999), почётный гражданин Харькова (2014).

## Деятельность
Ефим Аронович Чемеровский учился на режиссёрском факультете Харьковского института культуры (ныне Харьковская государственная академия культуры), который окончил в 1972 году
В 1979—1980 гг.  в ДК связи создал маленькую агиттрупу, которая со временем превратилась в народный драматический театр.
По словам Е. А. Чемеровского: «Это было мощное время и мощные спектакли. Я первым в Харькове поставил "Последний срок" Распутина. В Украине его запрещали, и меня хотели убрать по профессии. Но мне повезло; помог случай. В тот день, когда собирались разбирать мое личное дело, говоря: «Талантливый режиссёр, талантливый театр, но не туда идет», вышел указ Верховного Совета СССР о присвоении Распутину Ленинской премии. После этого я поставил потрясающий спектакль Эрдмана «Самоубийца», затем — «Старый новый клоп».
Создал первый в Украине профессиональный еврейский театр «Унзер винкл», пользовавшийся большим успехом. Его спектакли на международных конкурсах получали Гран-при.
У Ефима Ароновича более 20 лет педагогического стажа в Харьковской государственной академии культуры, где он работал в должности доцента.
Автор сценариев и главный режиссёр городских праздников, таких как 
- День города (1995—2013),
- День защиты детей (1996—2013),
- День Независимости (2000—2011),
- День Победы (1999—2014), а также  постановщик концертов, торжественных церемоний, фестивалей[6].

Е. А. Чемеровский сказал по этому поводу: «Я очень люблю ставить огромные концерты, городские праздники. Времена меняются, и нынешние сценарии отличаются новым языком, подачей. Исчезла политизированность, но самое главное — сейчас другие технические возможности. На 350-летие Харькова мы делали парад фейерверков из восьми городов. Это было уникальное зрелище! Сейчас на городских праздниках мы можем устанавливать на площади экраны, создавать фонтаны, а на последнем Дне города устроили грандиозное визуальное шоу на Доме Советов».

## Личная жизнь
- Жена — Ирина Чемеровская
- Сын — Игорь Чемеровский

## Награды
- 1999 г. — присвоено почётное звание «Заслуженный деятель искусств Украины» за личный вклад в развитие национальной культуры и искусства, весомые творческие достижения[7].
- 2004 г. — награжден Почётным знаком городского головы «За усердие. 350 лет основания Харькова. 1654-2004».
- 2009 г. — присвоено почётное звание «Народный артист Украины» за весомый личный вклад в развитие культурно-художественного наследия Украины, высокое профессиональное мастерство и активное участие в проведении Фестиваля искусств Украины[8].
- 2009 г. — лауреат регионального рейтинга «Харьковчанин года» [1]
- 2010 г. — награждён отличием Харьковского облсовета «Слобожанская слава» за весомый личный вклад в развитие украинской культуры и искусства, активную культурно-просветительскую деятельность и высокий [9].
- 2010 г. — награжден Почётной грамотой Харьковского городского совета за многолетний плодотворный труд, высокий профессионализм, весомый вклад в развитие культуры и искусства г. Харькова и по случаю 60-летия со дня рождения[1]
- 2014 г. — присвоение звания «Почётный гражданин города Харькова»[4]